# Dogma (filme)
Dogma é um filme americano de comédia, fantasia e aventura de 1999 escrito e dirigido por Kevin Smith. É o quarto fime do Universo View Askew, ambiente fictício criado pelo diretor, que conta uma história sobre temas cristãos que causaram protestos e polêmicas em muitos países. Por conta dessa repercussão, Smith chegou a sofrer duas ameaças de morte. Com algumas cenas filmadas em Nova Jérsei mas a maior parte das locações foi em  Pittsburgh, Pensilvânia.
Uma coisa interessante em Dogma é que é um trabalho onde se podem ver diversos atores que depois se tornariam grandes estrelas, juntos, ainda em relativo inicio de carreira, como Salma Hayek, Ben Affleck, Matt Damon e mesmo Alan Rickman, que depois deu vida ao Snape, de Harry Potter. Além, é claro, da divertida participação de Alanis Morissette.

## Sinopse
Bartleby (Ben Affleck) e Loki (Matt Damon) são dois anjos que foram banidos do Paraíso por Deus e ficaram exilados em  Wisconsin. Percebem uma chance de salvação se passarem pela porta de uma igreja, quando seus pecados serão perdoados. Mas se fizerem isso provarão que Deus não é infalível e toda a existência poderá ser destruída. Inicia-se então uma dupla conspiração, vinda do céu e de parte do inferno.

## Elenco
- Ben Affleck...Bartleby, um anjo caído
- Matt Damon...Loki, o anjo da morte.
- Linda Fiorentino...Bethany Sloane, uma funcionária de uma clínica que recebe a tarefa de deter Bartleby e Loki.
- Jason Mewes e Kevin Smith...Jay e Silent Bob, aliados de Bethany em sua procura.
- Chris Rock...Rufus, o Décimo Terceiro Apóstolo de Jesus, esquecido da Bíblia por "ser negro"
- Alan Rickman...Metatron, a voz de Deus.
- Jason Lee...Azrael, enviado ao Inferno por se recusar a tomar parte da guerra entre Deus e Lúcifer.
- Salma Hayek...Serendipity, uma musa que possuiu um corpo na Terra.
- George Carlin...Cardeal Ignatius Glick
- Ethan Suplee...Voz do "Demônio de Excrementos", formado pelo excremento de todos os crucificados no Gólgota
- Barret Hackney, Jared Pfennigwerth e Kitao Sakurai, trio ajudante de Azrael.
- Alanis Morissette e Bud Cort...Deus
- William Hutchings